# Museu Nacional da Dinamarca
O Museu Nacional da Dinamarca  (em dinamarquês: Nationalmuseet) é um museu dedicado à história e cultura da Dinamarca e do Mundo; está instalado na cidade de Copenhaga, capital do país.

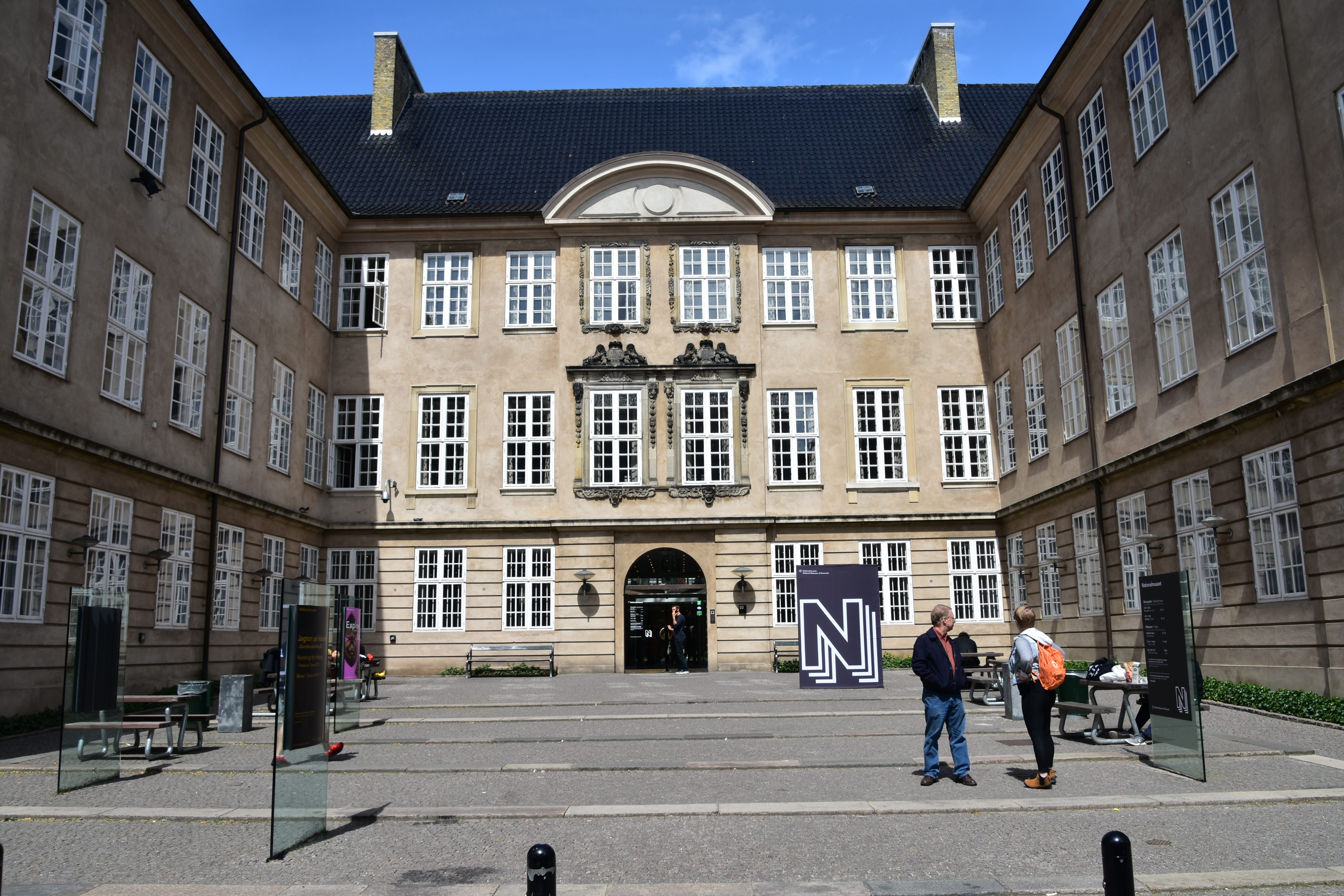
Entrada principal do museu
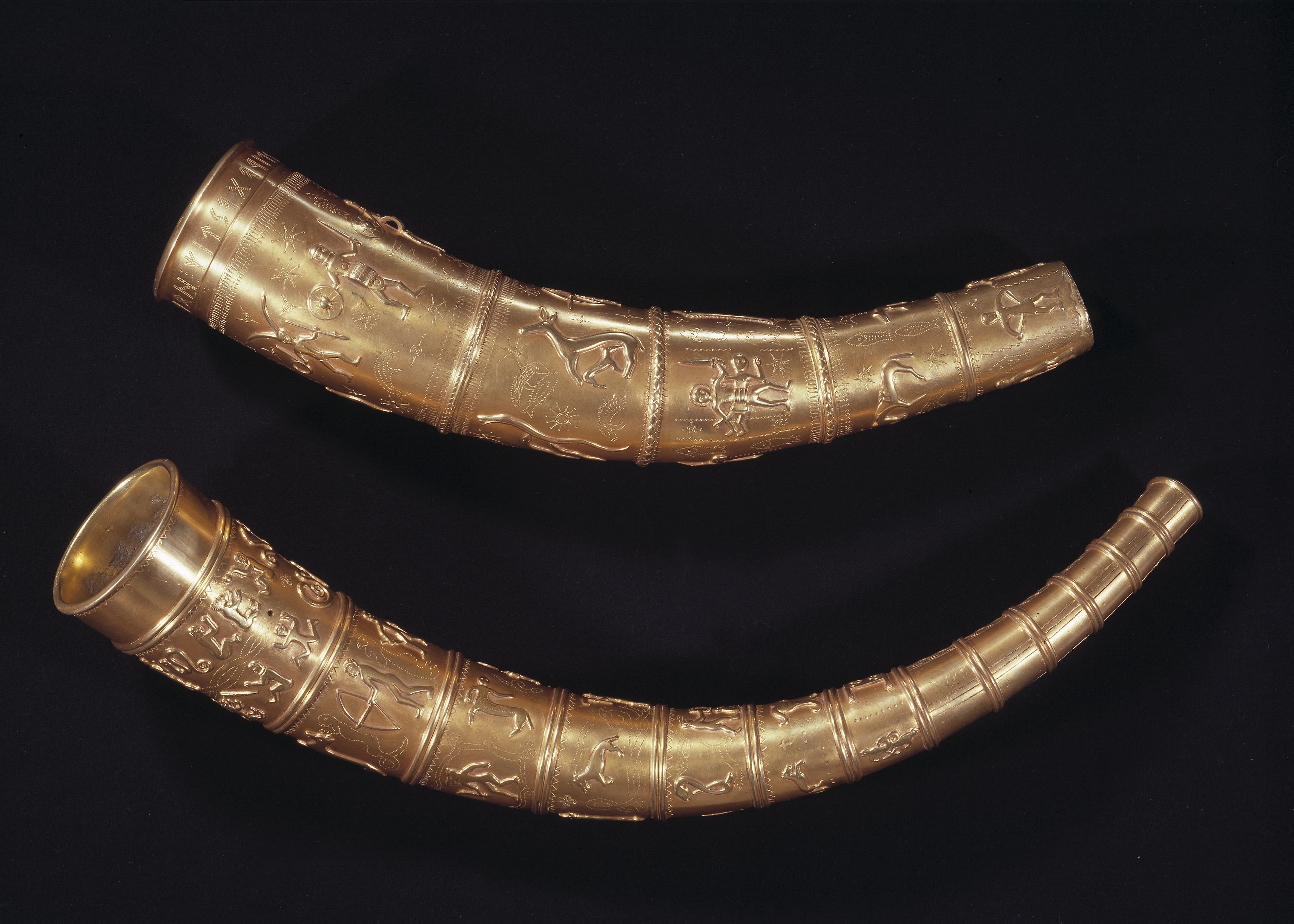
Cornos de ouro (Idade do Ferro germânica; 400-800 d.C)
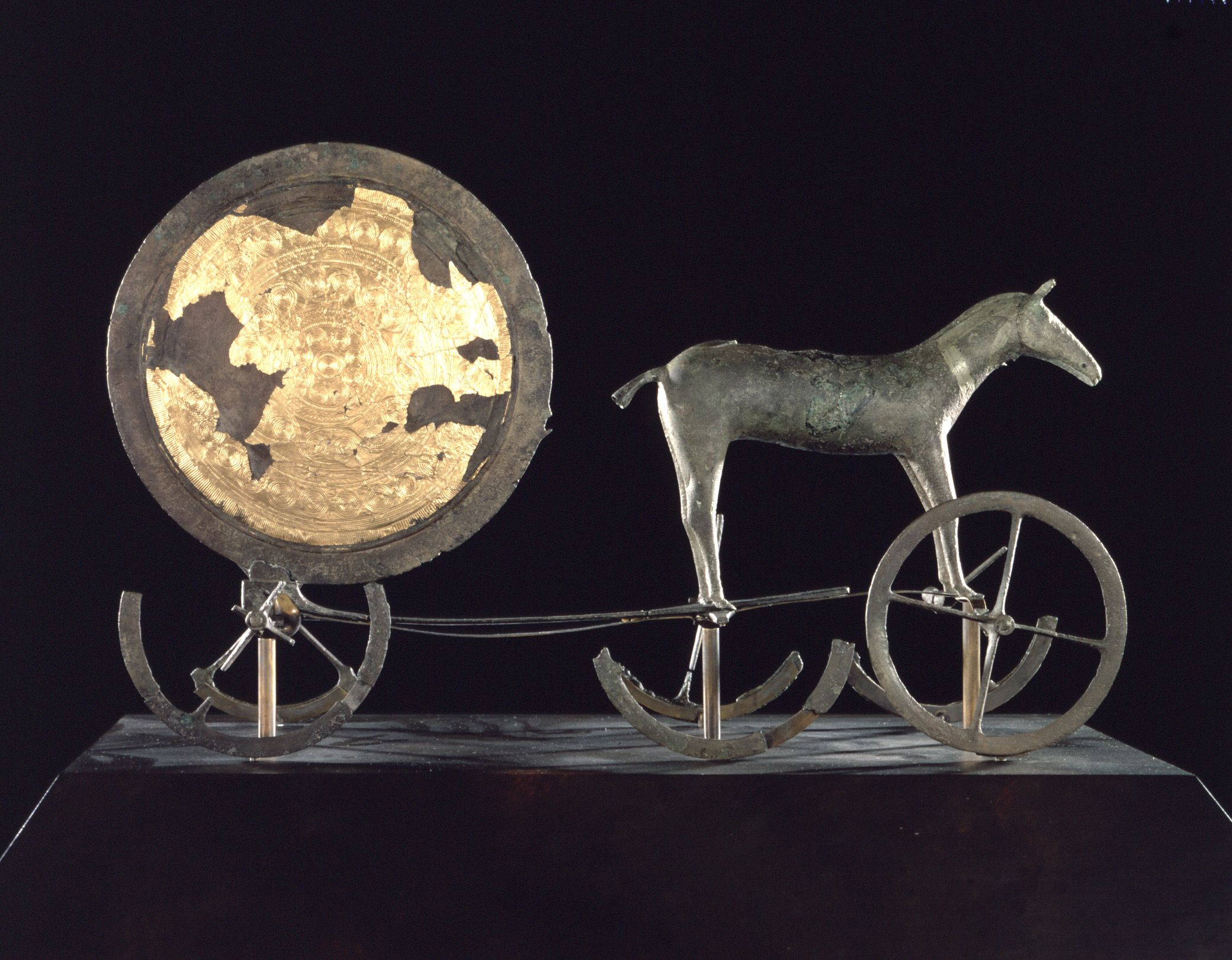
Carro solar de Trundholm (Idade do Bronze; ca 1400 a.C)
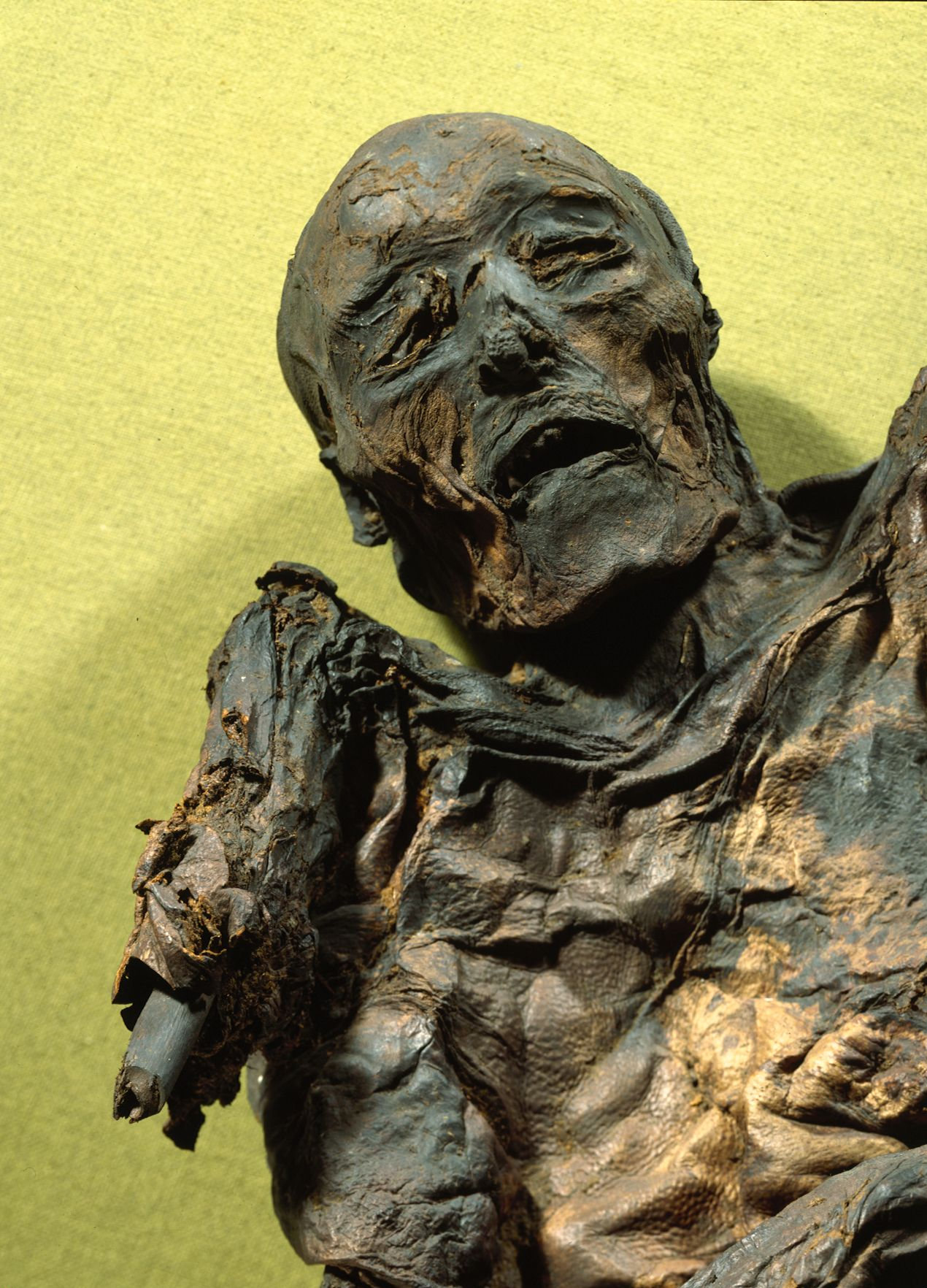
Mulher de Huldremose (ca 95 d.C.)